# 貸金庫
貸金庫（かしきんこ）とは、有料で貸し出される金庫である。主に銀行内で提供されている。盗難・火災・洪水・改竄などの危険から、宝石・貴金属・有価証券・重要書類（遺言・出生届・譲渡書類など）、記憶装置などの保護に利用する。

## 概要

### アメリカの貸金庫
アメリカ合衆国では銀行や連邦預金保険公社は預託物を保証しておらず、個人が金庫に対し保険をかける必要があり、貸金庫に特化した保険商品が販売されている。
一般的な契約では利用者は料金を払い、銀行が用意した鍵や署名、符号の並べ替えにより開錠する。一部の銀行は生体認証を導入している。多くのホテル、リゾート、クルーズ客船も滞在者用に受付や個室内に設置している。

### 日本の貸金庫
日本の銀行の貸金庫は口座番号と紐付いているため、口座契約者の死亡により口座が凍結された場合、貸金庫も凍結されて保管物を取り出すことはおろか金庫の中を見ることさえできなくなる。したがって、遺言書、墓園使用契約書、権利書、実印、印鑑登録カード、マイナンバー通知カード、生命保険証券、預金証書、株券、手形、小切手、ゴルフ会員権、リゾート会員権、宝石、貴金属、高級ブランド品など相続に絡む書類の保管は注意を要する。
銀行以外の貸金庫としては、倉庫業者などによる貸金庫サービスがある。
かつては通貨（現金）を預けることも可能だったが、後述の窃盗事件が都市銀行各行で相次いだことを受けて、全国銀行協会は2025年6月に運用指針を改正し、現金の預け入れを禁止した。

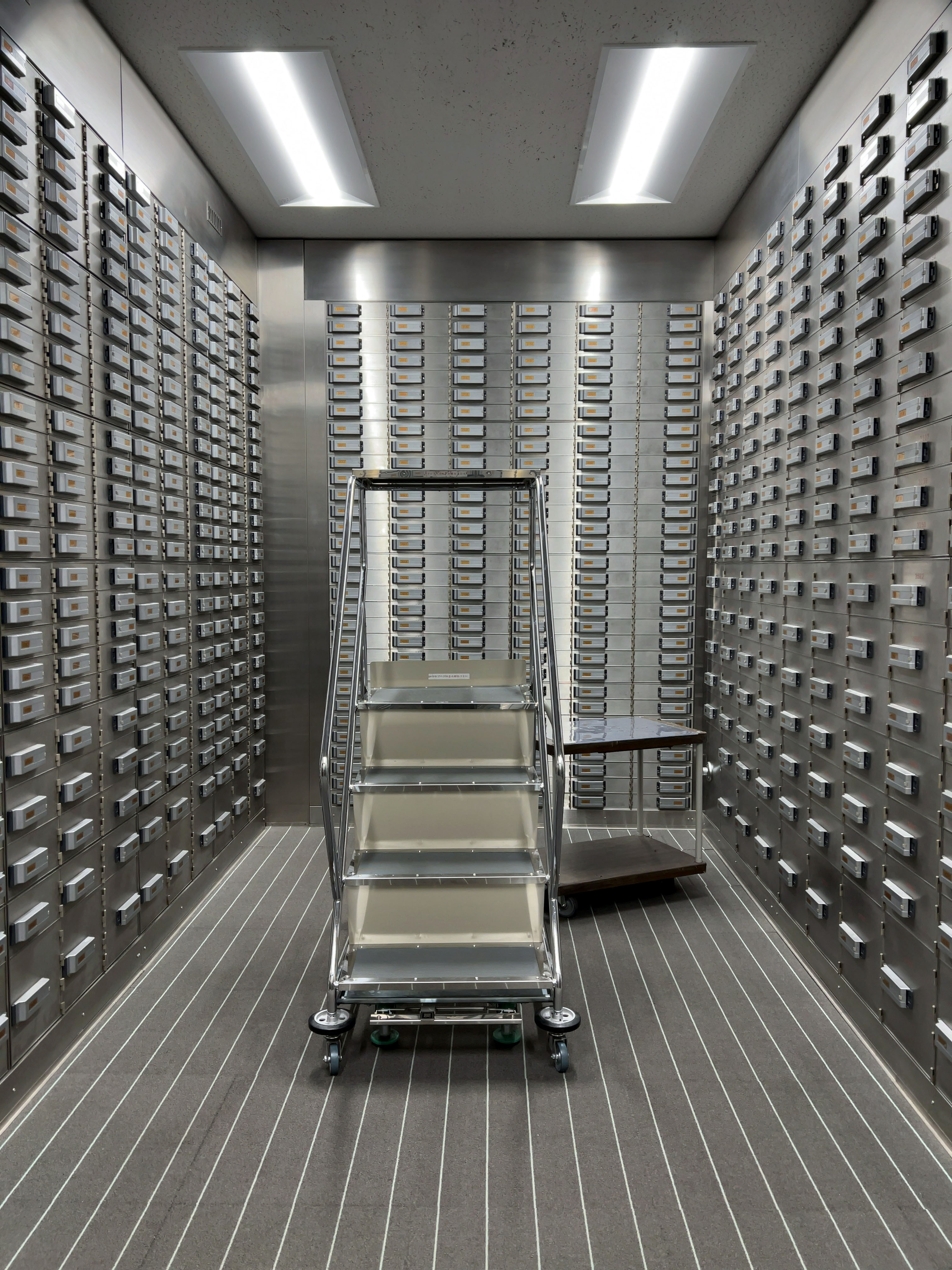
日本の銀行の貸金庫室
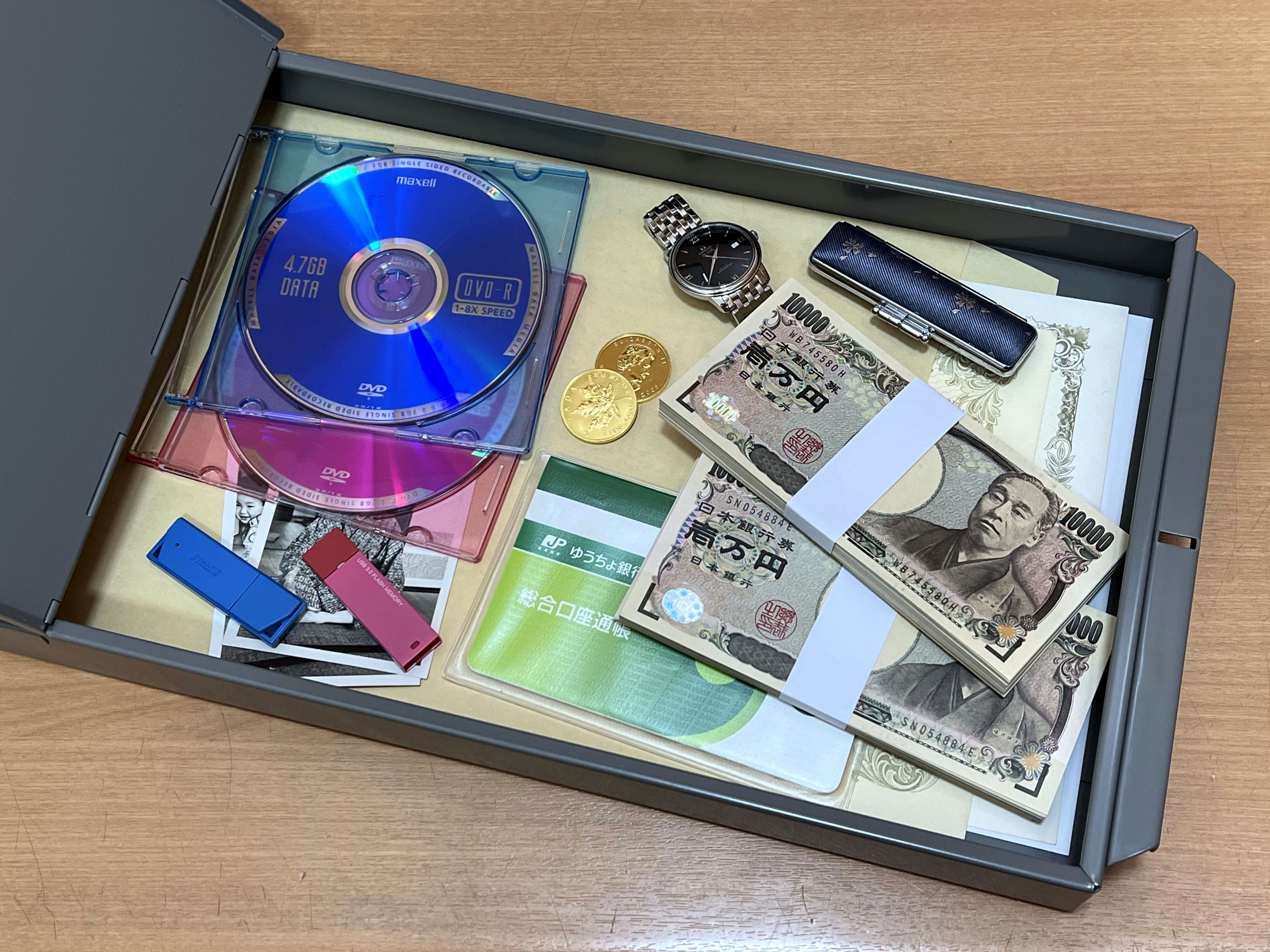
収納ユニットの例
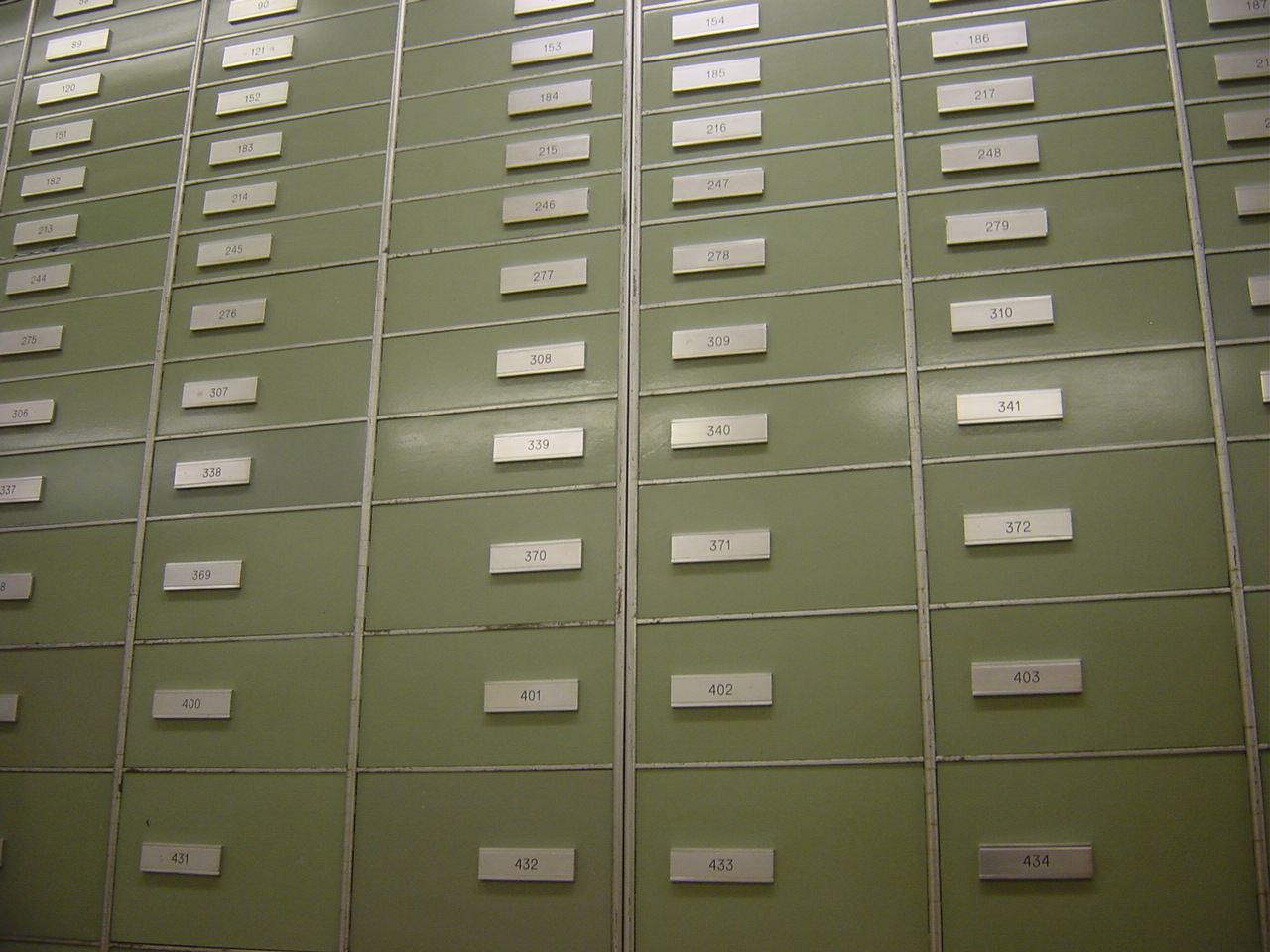
スイス銀行の貸金庫
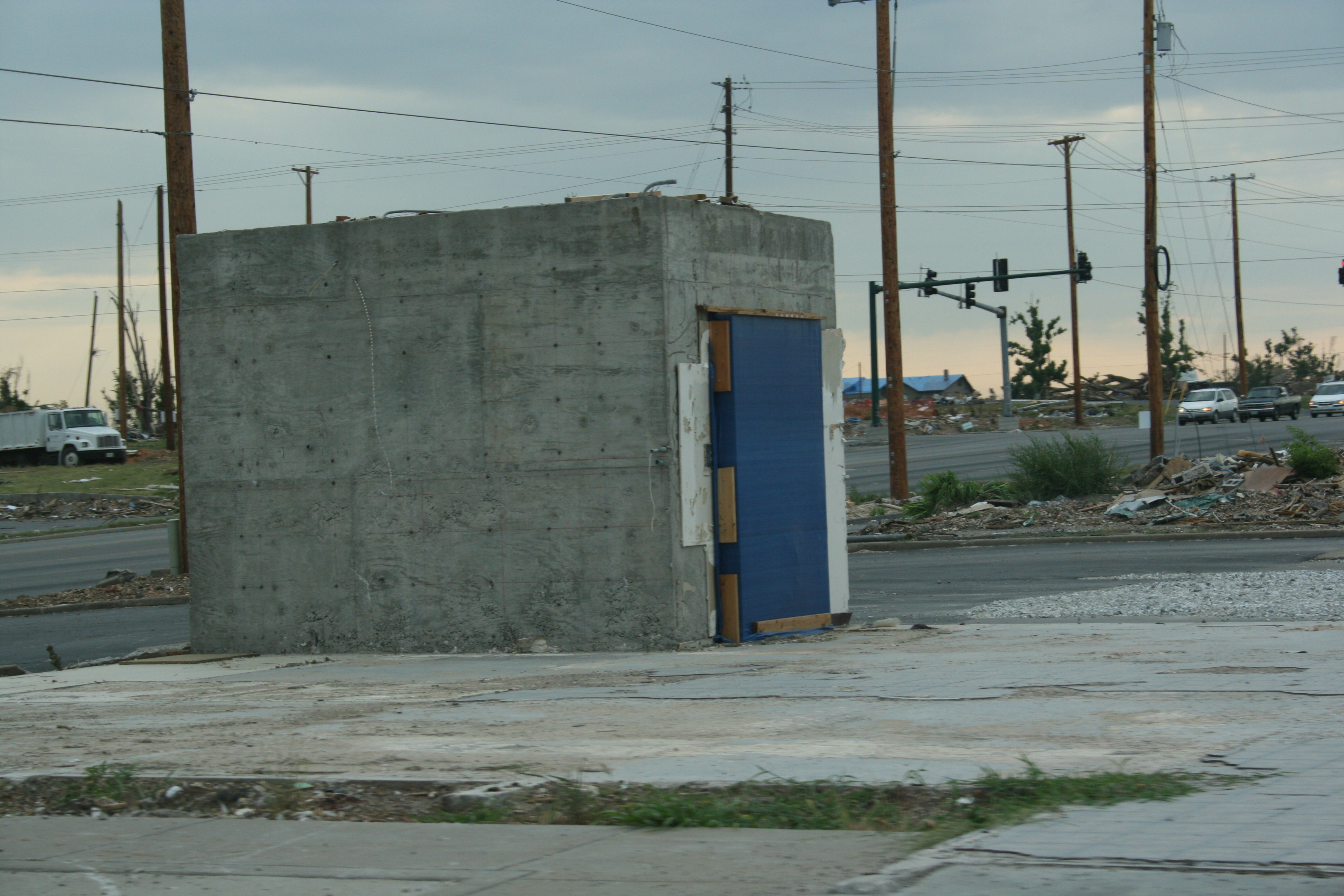
竜巻に被災してなお無事だった金庫室（2011年、ミズーリ州）

## 貸金庫窃盗
アメリカや日本などの銀行では、貸金庫サービスでは安全を提供できないとしてサービスを提供しないケースが見られる。
1990年代には、アメリカで貸金庫窃盗が頻発していたが、銀行側は捜査に協力的ではなく、また政府は銀行口座のみ保証する法律となっているため貸金庫内の物の保証はできないとされた。
2023年にトロント・ドミニオン銀行にて、貸金庫内の物が紛失していたが、セキュリティの不備や貸金庫内の出入りに関する証拠を提出すること、中身に関する目録などもないため対策が取れなかった。
2024年11月、三菱UFJ銀行の練馬支店（旧江古田支店を含む）と玉川支店において、支店の店頭業務責任者が貸金庫から十数億円相当の資産を窃盗していたことが発覚した。元行員（懲戒解雇）は、支店の貸金庫の管理責任を担う立場を利用し、2020年4月から2024年10月までの約4年半にかけて窃盗を行っていた。2024年12月16日、金融庁は本件について三菱UFJ銀行に対して報告徴求命令を出した。2025年1月14日、警視庁は貸金庫から顧客の金塊2億6千万円相当を盗んだとして元行員を窃盗容疑で逮捕した。
2025年2月、みずほ銀行は2019年に元行員が同行の貸金庫から数千万円の現金を窃盗していたと発表した。元行員は発覚後速やかに懲戒解雇処分された。